# Phaulosomus
Phaulosómus — рід жуків родини Довгоносики (Curculionidae).

## Зовнішній вигляд
До цього роду відносяться види середнього розміру, довжина їх тіла становить 9-11 мм. Основні ознаки:
- поздовжній серединний кіль головотрубки не роздвоєний у передній частині;
- лоб не має зморшок;
- 2-й членик джгутика вусиків довший за 1-й.

## Спосіб життя
Невідомий, ймовірно, він типовий для Cleonini.

## Географічне поширення
Рід є ендемічним для Центральної Африки. Види цього роду зареєстровані у Камеруні, Конго, Сенегалі, Танзанії.

## Практичне значення
Вид «Phaulosomus musculus Csiki (=mus)» названо серед шкідників рисових плантацій у Африці
.

## Класифікація
У цьому роді описано щонайменше чотири види:
- Phaulosomus kilimanus Faust, 1904
- Phaulosomus mus Kolbe, 1883
- Phaulosomus siehe Faust, 1905
- Phaulosomus signatellus Faust, 1904